# آتوپی
آتوپی استعداد نسبت به توسعه نوع خاصی از افزایش واکنش حساسیت آلرژیک می‌باشد.
آتوپی ممکن است ارثی باشد اگر چه تماس با مواد حساسیت زا یا محرک باید قبل از واکنش هایپرسنسیویتی رخ دهد. آسیبهای روانی مادرزادی در دوران جنینی نیز ممکن است یک شاخص قوی برای توسعه آتوپی باشد.
اصطلاح آتوپی توسط کوکا و کوک در سال ۱۹۲۳ابداع شد. بسیاری از پزشکان و دانشمندان از اصطلاح «آتوپی» برای هر واکنش با واسطهIgE (حتی واکنش‌هایی که مناسب و متناسب با آنتی ژن بودند) استفاده می‌کنند اما بسیاری از متخصصان اطفال کلمه «آتوپی» را برای واکنش بیش از حد معمول با واسطه IgE در افراد دارای استعداد ژنتیکی به کار می‌برند. اتوپی از واژه یونانی ἀτοπία به معنی «نابجا» "placelessness" گرفته شده‌است.

## علائم و نشانه‌ها

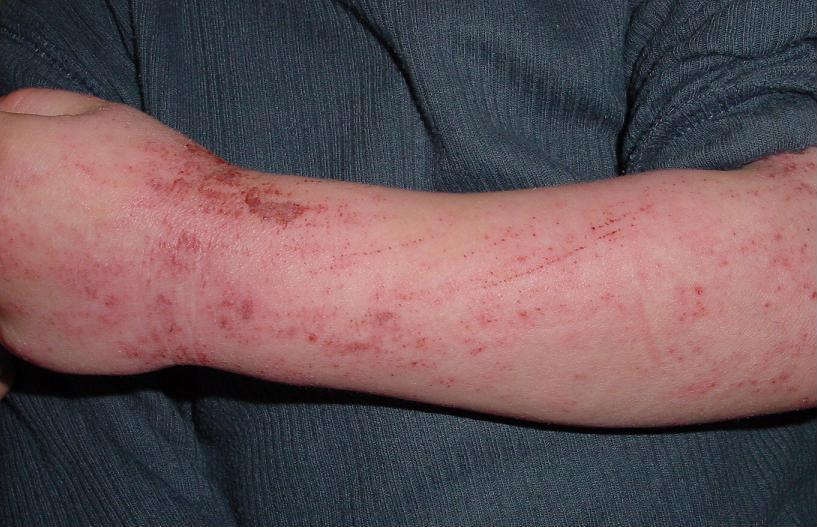
بیماری آتوپی

آتوپی (سندروم آتوپیک) به عنوان سندرم «افزایش حساسیت» شناخته می‌شود. یک فرد مبتلا به آتوپی به‌طور معمول با یک یا بیشتر از موارد زیر بروز می‌کند: اگزما (درماتیت آتوپیک), رینیت آلرژیک (تب یونجه) یا آسم آلرژیک است. برخی از بیماران مبتلا به آتوپی سیمپتوم را به صورت «حساسیت سه تایی» نشان می‌دهند یعنی هر سه از شرایط فوق را شامل می‌شوند. بیماران مبتلا به آتوپی همچنین تمایل به آلرژی غذایی، ورم ملتحمه آلرژیک و دیگر علائم مشخصه افزایش حساسیت را بروز می‌دهند. برای مثال اِزوفاژیت ائوزینوفیلیک ا در ارتباط با آلرژی آتوپیک یافت می‌شود.
سندرم آتوپیک می‌تواند برای کسانی که تجربه جدی واکنش‌های آلرژیک مانند آنافیلاکسی، واکنش به مواد غذایی یا محیط زیست، کشنده باشد.

## پاتوفیزیولوژی
اجزاء منحصر به فرد آتوپی همه ناشی از حداقل در بخشی از آلرژی (نوع I واکنش‌های افزایش حساسیت) نقش دارند؛ بنابراین پاسخ آتوپیک پس از در معرض آلرژن‌های مختلف قرار گرفتن بدن بروز می‌کند برای مثال گرده‌ها، شوره، غبار، برخی مواد غذایی یا شیمیایی/فیزیکی مواد.
اگر چه آتوپی تعاریف مختلف دارد به‌طور کلی افزایش سطح کل IgE و آلرژن خاص در سرم منجر به آزمایش مثبت خراش-پوست به آلرژن شایع است.

## علل
واکنش‌های آتوپیک ناشی از افزایش حساسیت موضعی به آلرژن است. آتوپی علایم موروثیبودن را به شدت داراست. یک مطالعه نتیجه می‌گیرد که خطر ابتلا به درماتیت آتوپیک (۳٪) یا آتوپی در کل (۷٪) «توسط یک عامل از دو با هر درجه اول عضو خانواده در حال حاضر مبتلا به آتوپی را افزایش می‌دهد». و همچنین استرس مادر و برنامه تولد به‌طور فزاینده‌ای به عنوان یک علت ریشه‌ای از علل آتوپی درک شده‌است که "تروما ممکن است از علل قوی از وقایع بیولوژیکی باشد که باعث افزایش آسیب‌پذیری به آتوپی می‌شود و ممکن است به توضیح افزایش خطر موجود در جمعیت کم درآمد شهری کمک کند ."
به نظر می‌رسد عوامل محیطی نیز نقش مهمی در توسعه آتوپی و "فرضیه بهداشت " که یکی از مدل‌هایی است که ممکن است شیب افزایش بروز بیماری‌های آتوپیک را توضیح دهد داشته باشد، هر چند این فرضیه ناقص است و در برخی موارد متناقض با یافته‌ها می‌باشد. این فرضیه پیشنهاد می‌کند که 'پاکیزگی' بیش از حد در محیط زیست نوزاد یا کودک می‌تواند منجر به کاهش در تعداد محرک‌های عفونی که برای توسعه سیستم ایمنی بدن ضروری است، شود. کاهش قرار گرفتن در معرض محرک عفونی ممکن است باعث عدم تعادل بین پاسخ عفونی("محافظ") عناصر وپاسخ آلرژیک("هشدار") عناصر درون سیستم ایمنی بدن شود.
برخی از مطالعات نیز نشان می‌دهد که رژیم غذایی مادر در دوران بارداری ممکن است عاملی مؤثری در بیماری‌های آتوپیک (از جمله آسم) در فرزندان باشد، که مصرف آنتی اکسیدان، چربی خاص، و/یا رژیم غذایی مدیترانه‌ای ممکن است به جلوگیری از بیماری‌های آتوپیک کمک کند.
مطالعه چند مرکزی PARSIFAL در سال ۲۰۰۶ مربوط به ۶۶۳۰ کودک در سنین ۵ تا ۱۳ در ۵ کشور اروپایی پیشنهاد کرد که کاهش استفاده از آنتی بیوتیک و تب بر، همراه با کاهش خطر ابتلا به بیماری آلرژی در کودکان است.

### ژنتیک
استدلالات قوی مبنی ژنتیکی بودن آلرژی آتوپیک به خصوص در شرایط مادرزادی وجود دارد. به دلیل شواهد خانوادگی قوی محققان تلاش کرده‌اند تا نقشه حساسیت ژن برای آتوپی را پیدا کنند. ژن‌های آتوپی شامل (C11orf30های STAT6های SLC25A46های HLA-DQB1با IL1RL1/IL18R1های TLR1/TLR6/TLR10های LPPهای MYC/PVT1های IL2/ADAD1 HLA-B/میکا) می‌باشد که تمایل به درگیری در پاسخ آلرژیک یا دیگر اجزای سیستم ایمنی بدن دارند. C11orf30 به نظر می‌رسد مربوط‌ترین به آتوپی باشد که ممکن است احتمال پلی- حساسیت را افزایش دهد.

### استافیلوکوکوس اورئوس
سفیدکننده حمام ارائه‌کننده کنترل موقت از اگزما است. سیپروفلوکساسین یک فاکتور حساسیت زا است که ممکن است باعث درماتیت تماسی شود که علائم آن غیرقابل تشخیص از اگزما است. جهش Filaggrin همراه با اگزما آتوپیک است و ممکن است منجر به خشکی بیش از حد پوست و از دست دادن مانع عملکرد طبیعی پوست شود. ممکن است که جهش filaggrin و از دست دادن سد طبیعی پوست باعث ایجاد شکاف شده که شرایط را برای کلونی‌سازی استافیلوکوکوس اورئوس در سطح پوست مهیا کند. اگزما آتوپیک اغلب همراه با نقص ژنتیکی در ژن‌های کنترل پاسخ آلرژیک می‌باشد. برخی از محققان پیشنهاد کرده‌اند که اگزما آتوپیک یک واکنش آلرژیک به افزایش استافیلوکوکوس اورئوس در سطح پوست است. مشخصه شاخص اگزما آتوپیک پاسخ مثبت «سوختگی-و-ور» آزمایش پوست در واکنش به آنتی ژن استافیلوکوکوس اورئوس است. علاوه بر این مطالعات متعددی پاسخ واسطه IgE به استافیلوکوکوس اورئوس در بیماران مبتلا به اگزما آتوپیک را پیشنهاد کرده‌اند.

## تغییرات در شیوع
در بزرگسالان شیوع حساسیت IgE به مواد حساسیت زا از خانه کرم‌های گرد و غبار و گربه اما نه چمن، در طول زمان با افزایش سن فرد کاهش می‌یابد.اگرچه دلیل بیولوژیکی برای این تغییرات به‌طور کامل درک نشده است.

## درمان
کورتیکواستروئیدها: برای سال‌ها هیچ درمانی برای اگزما آتوپیک وجود نداشت. اعتقاد بر این بود که آتوپی به علت بالا بودن IgE در سرم بیمار می‌باشد اما درمان‌های استاندارد در آن زمان پاسخگو نبود. پردنیزولون خوراکی گاهی برای موارد شدید تجویز می‌شد. مرطوب پیچی (پوشش بیماران با گاز) گاهی اوقات در بیمارستان‌ها برای کنترل خارش مورد استفاده قرار می‌گرفته‌است. اما کشف کورتیکواستروئیدها در 1950s و پس از آن ارائه کرمها و پمادهای آن پیشرفت قابل توجهی در درمان اگزما آتوپیک و شرایط دیگر آن فراهم کرد. استروئیدهای موضعی خارش و بثورات همراه با اگزما آتوپیک را کاهش داد. عوارض جانبی استروئید موضعی فراوان هستند و به بیمار توصیه می‌شود که از استروئید موضعی در حد اعتدال و تنها در شرایط مورد نیاز استفاده کند.
ایمنی تعدیل‌کننده:کرم و پماد پیمکرولیموس و تاکرولیموس در 1980s در دسترس قرار گرفت و گاهی برای اگزما آتوپیک تجویز می‌شد. عمل آن‌ها با تداخل سلول‌های Tاست اما به توسعه سرطان مرتبط شده‌اند.
اجتناب از خشکی پوست: خشکی پوست یکی از ویژگی‌های مشترک بیماران مبتلا به اگزما آتوپیک (همچنین نگاه کنید به اگزما برای اطلاعات) و می‌تواند باعث تشدید اگزما آتوپیک است.
اجتناب از مواد حساسیت زا و محرک: دیدن اگزما برای اطلاعات.

## پیوندهای بیرونی
- مطالعات موردی در محیط زیست پزشکی (CSEM): محرک‌های محیطی از آسم – آژانس مواد سمی و بیماری‌های مربوط به وزارت بهداشت و خدمات انسانی.